# Église de Polvijärvi
L'église de Polvijärvi (en finnois : Polvijärven kirkko) est une église luthérienne située à  Polvijärvi en Finlande.

## Présentation
L'église est conçue par Ferdinand Öhman et construite entre 1879 et 1881.
Pendant la rénovation de 1958-1959, les parements représentatifs du style néo-gothique sont pour la plupart enlevés et la tour du clocher est transformée.
Les cloches datent de 1847, 1910 et 1947.
L'église a une surface de 715 mètres carrés et a une capacité d'accueil de 600 personnes.
L'orgue à 25 jeux est fabriqué en 1961 par la fabrique d'orgues de Kangasala qui a aussi fait le nouvel orgue à 17 jeux en 1990.
Le retable représentant Matthieu 11:28 est peint par Sigfrid Keinänen en 1882.
Lauri Valke a décoré le mur de l'autel et la galerie pendant la rénovation de 1958.